# 吴殿英

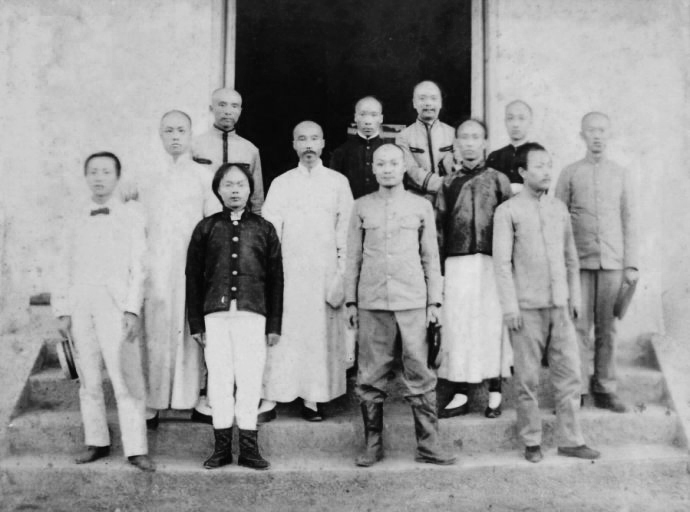
1898年，吴殿英、吴稚英等人在广西时期的照片。二排中立者为吴殿英，左一为吴稚英，后排右二为庄蕴宽。

吴殿英（1842年—1907年），名佑孙，字殿英，以字行，江苏常州人，军功保举六品衔，赏蓝翎，历任浙江西安临海县丞平湖县知县，后补同知府，钦加监运使衔，赏换花翎，授中议大夫，覃恩封，晋封通奉大夫。

## 生平
光绪间举人，自光绪十三年（1888年）起任浙江平湖县知县。任内于光绪十八年（1892年）同士绅朱之榛在平湖县小湖墩创建了瀛洲书院。光绪二十一年（1895年）卸任。
光绪二十一年（1895年），吴殿英调任候补知府署理钱塘县。从平湖县离任后，正逢张之洞于1896年筹建湖北新军。54岁的吴殿英本来不愿赴湖北任职，但常州同乡赵凤昌（张之洞首席幕僚）对其大力游说，加上其子吴稚英已先期被赵凤昌调往湖北任官，故吴殿英最终来到湖北，成为张之洞负责军事教育的幕僚。 
1896年，张之洞重任湖广总督，吴殿英被任命为都司衔监操官，负责组织训练湖北护军（湖北新军的前身）。为此，吴殿英还专门到日本考察了半年。在他的努力下，湖北新军在各方面都超过了旧式军队。他还参与创办湖北武备学堂。
吴殿英还多次派学生到日本学习军事，其中就有黄兴。到辛亥革命前期，湖北新军共15000人，其中加入革命组织的就有2000多人，受革命组织影响的有4000多人，站在清廷方面的不到1000人。
1907年，慈禧太后曾对端方说：“造就人才的是湖北，我所虑也在湖北。”1907年2月，清廷以“狂悖无法”为由将吴殿英撤职严办。不久，吴殿英便于同年逝世了。
其子吴稚英受到其牵连，也被免职，后于1913年逝世。
①考证来源于吴氏族谱（老四房）

## 家庭
- 子：吴稚英（1864年－1913年）
  - 孙子：吴瀛（吴稚英之子）
  - 重孙子：吴祖光（吴瀛之子）[3]